# Boto, Baturetno
Boto är en administrativ by i Indonesien.   Den ligger i provinsen Jawa Tengah, i den västra delen av landet, 500 km öster om huvudstaden Jakarta. Boto ligger vid sjön Waduk Serbaguna Gajahmungkur.